# Andrew Doyle (homme politique)
Andrew Doyle, né le 2 juillet 1960, est un homme politique irlandais, membre du Fine Gael. Il est Teachta Dála (TD) pour la circonscription de Wicklow de 2007 à 2020 et secrétaire d'État au ministère de l'Agriculture, de l'Alimentation et de la Marine de 2016 à 2020.

## Jeunesse et éducation
Doyle est diplômé du Rockwell Agricultural College, dans le comté de Tipperary, en 1978, et en tant que jeune agriculteur en 1981, il remporte la bourse Stephen Cullinane en Nouvelle-Zélande, où il joue au rugby à Canterbury.
Doyle dirige la ferme familiale dans le comté de Wicklow, qui appartient à sa famille depuis six générations. Il est marié à Ann Smith et ils ont trois fils et une fille.

## Carrière politique
Il est membre du Fine Gael depuis 1983 et est élu au conseil du comté de Wicklow dans la zone électorale locale d'East Wicklow, où il sert de 1999 à 2007 et est président du conseil de 2005 à 2006. Il est élu au Dáil lors de sa première tentative aux élections générales de 2007. Au cours de son premier mandat au Dáil, il est porte-parole du parti pour l'agriculture, la pêche et l'alimentation de juillet 2010 à mars 2011, après avoir été porte-parole adjoint pour l'agriculture, avec une responsabilité particulière pour l'alimentation et l'horticulture de 2007 à 2010. Il est réélu aux élections générales de 2011, en tête du scrutin dans la circonscription et est élu pour la troisième fois aux élections générales de 2016.
Aux élections générales de 2016, Doyle remporte le quatrième siège à Wicklow. Le 19 mai 2016, il est nommé par le gouvernement minoritaire du Fine Gael sur proposition du Taoiseach Enda Kenny au poste de secrétaire d'État au ministère de l'Agriculture, de l'Alimentation et de la Marine avec une responsabilité particulière pour l'alimentation, les forêts et l'horticulture. Il est nommé au même poste le 20 juin 2017 lorsque Leo Varadkar forme un nouveau gouvernement après avoir succédé à Kenny à la tête du Fine Gael.
Il perd son siège aux élections législatives du 8 février 2020, et continue à exercer ses fonctions de secrétaire d'État jusqu'à la formation d'un nouveau gouvernement le 27 juin 2020.